# If I Were King (1920)
If I Were King (bra Se Eu Fora Rei) é um filme mudo estadunidense de 1920, dirigido por J. Gordon Edwards para a Fox Film Corporation, com roteiro de E. Lloyd Sheldon baseado na peça teatral homônima de Justin Huntly McCarthy e estrelado por William Farnum como François Villon, com Fritz Leiber e Betty Ross Clarke.
A peça fora filmada anteriormente como If I Were King (1911), e posteriormente filmado como The Beloved Rogue (1927).
Uma cópia do filme é preservada na Biblioteca do Congresso.

## Elenco
- William Farnum - François Villon
- Betty Ross Clarke - Katherine
- Fritz Leiber - rei Luís 11
- Walter Law - Thibault
- Henry Carvill - Triestan
- Claude Payton - Montigney
- V. V. Clogg - Toison D'Or
- Harold Clairmont - Noel
- Renita Johnson - Huguette
- Kathryn Chase - Elizabeth